# Astronautika u 1972.
◄◄ | ◄ | 1969. | 1970. | 1971. | 1972.  | 1973. | 1974. | 1975. | ► | ►►
Arhitektura • Astronautika • Astronomija • Biologija • Film • Fotografija • Glazba • Kazalište • Kemija • Kiparstvo • Knjige • Književnost • Kršćanstvo • Meteorologija • Medicina • Planinarstvo • Politika • Pravo • Promet • Slikarstvo • Strip • Šport • Televizija • Znanost • Zrakoplovstvo • Željeznički promet
Astronautika u 1972.

## Svemirske letjelice

### Letovi prema Mjesecu i tijelima Sunčevog sustava
- 14. veljače – lansirana Luna 20
- 22. veljače – Luna 20 sletjela na Mjesec
- 3. ožujka – lansiran Pioneer 10
- 16. travnja – lansiran Apollo 16
- 20. travnja – Apollo 16 sletio na Mjesec
- 22. srpnja – Venera 8 postala prva letjelica koja je sletjela na Veneru
- 27. listopada – kraj misije Mariner 9
- 7. prosinca – lansiran Apollo 17

## Vanjske poveznice
|  | Zajednički poslužitelj ima još gradiva o temi Svemirski letovi u 1972. |